# 帕拉苏埃洛德韦迪哈
帕拉苏埃洛德韦迪哈，是西班牙卡斯蒂利亚-莱昂巴利亚多利德省的一个市镇。总面积32平方公里，总人口242人（2001年），人口密度8人/平方公里。